# Uranotaenia tsaratananae
Uranotaenia tsaratananae är en tvåvingeart som beskrevs av Doucet 1950. Uranotaenia tsaratananae ingår i släktet Uranotaenia och familjen stickmyggor.
Artens utbredningsområde är Madagaskar. Inga underarter finns listade i Catalogue of Life.